# Żona fil-Baħar fl-inħawi tal-Majjistral tal-Graben ta´ Malta
Żona fil-Baħar fl-inħawi tal-Majjistral tal-Graben ta´ Malta este o arie protejată (sit de importanță comunitară — SCI) din Malta întinsă pe o suprafață de 10.720,46 ha, integral pe uscat.

## Localizare
Centrul sitului Żona fil-Baħar fl-inħawi tal-Majjistral tal-Graben ta´ Malta este situat la coordonatele 36°12′45″N 13°49′58″E / 36.2126°N 13.8327°E.

## Înființare
Situl Żona fil-Baħar fl-inħawi tal-Majjistral tal-Graben ta´ Malta a fost declarat sit de importanță comunitară în iunie 2018 pentru a proteja un număr necunoscut de specii din flora spontană și fauna sălbatică aflate în arealul zonei.

## Biodiversitate
Situată în ecoregiunea marină mediteraneană, aria protejată conține 2 habitate naturale: Recifuri, Peșteri marine scufundate complet sau parțial.
La baza desemnării sitului se află un număr nedeclarat de specii protejate.